# Ращупкін Юрій Михайлович
Юрій Михайлович Ращупкін (нар. 31 березня 1939, Ясинувата, Донецька область, УРСР) — радянський футболіст, виступав на позиції захисника.

## Кар'єра гравця
Футбольну кар'єру розпочав 1957 року в аматорському колективі «Локомитив» (Красний Лиман). Потім проходив військову службу на Далекому Сході, де його помітили селекціонери «Томича» (Томськ). Протягом наступних 5 років виступав за хабаровський СКА. У 1964 році повернувся до України, де став гравцем луганської «Зорі». У 1971 році перейшов до свердловського «Шахтаря». Футбольну кар'єру завершив 1972 року в аматорському колективі «Шахтар» (Свердловськ).

## Кар'єра тренера
По завершенні кар'єри гравця розпочав тренерську діяльність. У 1971 році розпочав тренерську діяльність в спортивній школі «Зоря» (Ворошиловград), а потім в спортивному інтернаті у Ворошиловграді. У 1974, 1975 та 1980 роках він допомагав тренувати «Зорю» (Ворошиловград), а в 1982-1983 роках працював головним тренером «Зорі». Потім знову працював у футбольній школі «Зорі» (Ворошиловград). У 1990 році очолював «Шахтар» (Павлоград). У 1991 році він виїхав до Ізраїлю, де спочатку працював водієм. Потім знову тренував місцеву молодь.

## Досягнення

### Клубні
- Друга група Класу «А»
  -  Чемпіон (1): 1966

- Шоста група Класу «Б»
  -  Чемпіон (1): 1961

### Відзнаки
- Майстер спорту СРСР (1966)
- Заслужений тренер України (1962)